# Pavel Zakharov
Pavel Alekseïevitch Zakharov (en russe : Павел Алексеевич Захаров) est un joueur russe de volley-ball né le 7 août 1988. Il mesure 2,02 m et joue réceptionneur-attaquant.

## Clubs
| Club          | De        | À         |
| ------------- | --------- | --------- |
| Zenit Kazan-2 | 2008-2009 | 2010-2011 |
| Prikame Perm  | 2011-2012 | ...       |

## Palmarès
Néant.